# Laurinyecz Réka
Laurinyecz Réka (1990 –) magyar színésznő.

## Életpályája
1990-ben született, a Szabolcs megyei Buj községben nőtt fel. 2008-ban érettségizett a debreceni Ady Endre Gimnázium drámatagozatán. Érettségi után a Pesti Magyar Színház akadémiáján tanult tovább, majd szabadúszó lett. Játszott a budaörsi Latinovits Színház, a Gergely Theáter és a Hadart Társulat előadásaiban. 2018-tól a Veres1 Színházban is szerepel. Rendszeresen szinkronizál.

## Filmes és televíziós szerepei
- Gálvölgyi show (2010)